# 일체유심조
일체유심조(一切唯心造)는 〈화엄경〉의 핵심사상을 이루는 말로 "모든 것은 오직 마음이 지어낸다"라는 뜻이다. 유식(唯識)에서는 '일수사견'의 비유를 든다.
우리는 행복과 불행이 상황에 따라 또는 환경에 따라 온다고 생각하는데 매우 큰 착각이다. 행복과 불행은 마음에서 지어내는 것. 그 누구도, 어떠한 상황도 날 행복하게 할 수 없고 불행하게도 할 수 없다.
법륜스님의 말을 예로 들면, 달을 보고 슬픈 감정을 느꼈다고 가정하자.
그럼 달이 나에게 슬픔을 준 것일까? 아니면 자기 스스로 슬픈 것일까?
누가 나에게 욕을 하든 내마음만 바로 선다면 어떤 곳에서든 행복할 수도 불행할 수도 있다.
같은 것을 동시에 바라보는 데에도 보는 이에 따라 다르게 보일 수 있다는 것은 사람들은 물을 보면, 누구나 마신다든지, 발을 담그고 싶다는 생각을 한다. 그러나 지옥의 중생들은 물을 피고름으로 본단다. 물고기는 그냥 사는 집일 따름이다. 즉 물이라는 객관적 형태를 보는 입장에 따라서는 천차만별로 볼 수 있다는 뜻이다. 
그러나 낙엽 지는 호숫가에서 첫사랑을 속삭였던 이는 물만 보면 다정하고 아름다운 감정이 솟구친다. 즉 물에 대한 객관적이고 교과서적인 해석은 존재할 수 없다. 물은 결국 우리들 마음 속에 있는 것이다. 만약 지금 견딜 수 없는 고통과 미움에 시달리는 이가 있다면, 옛 기억을 떠올려 보자. 죽을 것만 같았던 그 고통의 시간들이 지금 와서 생각하면 모두 부질없는 번뇌망상이다.
마찬가지의 논리로 지금의 현실도 언젠가는 추억이 될 따름이다. 문제는 고통이 아니라, 그 고통을 어떻게 받아 들이느냐 하는 상념의 차이다. 이 세상을 바라보는 안목도 마찬가지이다. 신문 사회면으로만 본다면 이 세상은 저주와 불행으로 가득 차 있다.
그러나 아름다운 면으로 보면, 여전히 세상은 따스하다. 문제는 어느 쪽에 포커스를 두는가 하는 점이다.
삶은 자신의 주관에 달려 있고 해석하기 나름이라는 말이다. 모든 사실은 그 해석에 따라서 개인의 진실이 된다. 그 다음은 창조에 대한 의미이다. 자신의 마음, 믿음에 따라 외부 세계는 형성된다.
참고로, 의학 용어 플라시보 효과 또는 노시보 효과도 일체유심조와 일맥상통하는 개념이라고 할 수 있다.